# کلایتون، نیوجرسی
کلایتون (به انگلیسی: Clayton) شهری در ایالت نیوجرسی کشور ایالات متحده آمریکا است که جمعیت آن در سرشماری سال ۲۰۱۰ میلادی، ۸٬۱۷۹ نفر بوده‌است.